# 孫霍沃利亞 (盧茨克區)
50°33′53″N 25°18′3″E / 50.56472°N 25.30083°E
孫霍沃利亞（烏克蘭語：Суховоля），是烏克蘭的村落，位於該國西部沃倫州，由盧茨克區負責管轄，始建於1577年，面積0.68平方公里，海拔高度201米，2001年人口191，人口密度每平方公里280.47人。